# 短叶黍
短叶黍（学名：Panicum brevifolium）为禾本科黍属下的一个种。